# Jazzfest Gronau

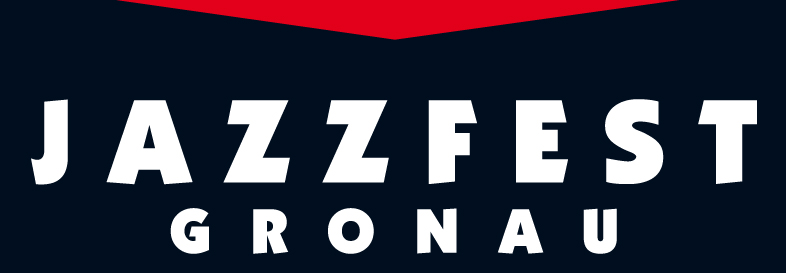
Jazzfest Gronau Logo

Das Jazzfest Gronau ist ein seit 1989 jährlich in Gronau veranstaltetes Musikfestival.

## Geschichte
Die Idee zum Festival entstand 1988 bei den vier Gronauern Theo Eimann (Musiker und ehemaliger Kaufmann), Manfred Haupt (Kaufmann), Elmar Hoff (Kultur-, Schul- und Sportamtsleiter) sowie Otto Lohle (Stadtjugendpfleger); es wurde von ihnen im April 1989 erstmals durchgeführt.  Lokale Unternehmer bereiteten den finanziellen Background für ein Programm, das zunächst weitgehend traditionellen Jazz und Swing beinhaltete.
Spielorte für die ersten drei Ausgaben des Jazzfestes Gronau waren die provisorisch hergerichteten Arbeitssäle des ehemaligen Textilunternehmens „van Delden“ und die Gronauer Innenstadt mit ihren Kneipen und Plätzen. 1992 entschied man sich für die Aufgabe der bisherigen „Jazzfabrik“ zu Gunsten einer Zeltlösung, die bis zum Jahre 2002 als Festivalstandort diente. Seit 2003 findet das Gros der Großkonzerte in der neu erstellten Bürgerhalle statt. Die Einbindung der lokalen Kneipen- und Clubszene ist nach wie vor Bestandteil des Programms.
Die vier Festivalmacher firmierten zunächst als „Arbeitskreis Jazzfest“, später als Gesellschaft bürgerlichen Rechts, ehe das Jazzfest Gronau im Jahre 2004 formal in die neu gegründete Kulturbüro Gronau GmbH überging. Das programmatische Spektrum hat seit der Gründung eine ungemeine große Ausweitung erfahren und präsentiert bis in die aktuelle Zeit hinein zahlreiche stilistische Spielarten des Jazz.
Das Jazzfest Gronau wird auch aktuell zu einem Großteil von lokalen und regionalen Sponsoren finanziert und erfreut sich eines stetig wachsenden Publikums. Die jährliche Besucherzahl pendelt zwischen 12.000 und 18.000 Besuchern einschließlich der Open-Air-Veranstaltungen. Der Anteil der auswärtigen Besucher liegt inzwischen bei etwa 65 %.
Als Alleinstellungsmerkmal und charakteristisch für das Jazzfest Gronau darf die farbenfrohe und künstlerisch wertvolle Gestaltung der jeweiligen Festivalposter gelten, für die von Beginn an Andrè Liebscher verantwortlich zeichnete.
Im Jahr 2013 feierte das Jazzfest Gronau mit zahlreichen prominenten Künstlern sein 25-jähriges Jubiläum.

## Auftretende Musiker
| Datum | Künstler |
| ----- | --- |
| 1989  | Lillian Boutté & her Music Friends, Dutch Swing College Band, Mr. Acker Bilk & Paramount Jazzband, Harbour Jazzband |
| 1990  | Tony Williams Quintett, Oscar Klein’s European Dixieland All Stars, Chris Barber’s Jazz & Blues Band, Max Collie’s Rhythm Aces, Barrelhouse Jazzband, Pascal von Wroblewsky, Charly Antolini, Han Bennink |
| 1991  | Fats Domino, John McLaughlin Trio, Philip Catherine Trio, Monty Sunshine, Silvia Droste, Louisiana Red, Addi Münster’s Old Merry Tale Jazzband, Jazz Lips, Hot Shots, Al Copley, Rod Mason’s Hot Five, Jo Bohnsack, Tremble Kids |
| 1992  | Freddie Hubbard All Stars feat. Bobby Hutcherson, Arturo Sandoval Sextet, Katie Webster, Ben van den Dungen/Jarmo Hoogendijk, Billy Cobham feat. Ernie Watts, Buddha’s Gamblers, Masha Bjilsma Band, Kenny Ball’s Jazzmen, Barbara Dennerlein |
| 1993  | World Saxophone Quartet (Murray/Blythe/Lake/Bluiett), Archie-Shepp-Quartett, Irakere, Chris Barber’s Jazz & Blues Band, Bob Kerr’s Whoopee Band, Allotria Jazzband, Jump’n Jive, Christian Willisohn, The Trio (Dudek/Haurand/v. d. Broeck), Horace Parlan, Monty Sunshine |
| 1994  | Carla Bley, Steve Swallow, Andy Sheppard, Paul Motian, Bill Frisell, Joe Lovano, Barbara Dennerlein, John Abercrombie, Dan Wall, Adam Nussbaum, Niels-Henning Ørsted Pedersen, Philip Catherine, Emil Mangelsdorff, Scott Hamilton, Dutch Swing College Band, Barrelhouse Jazzband, Abbi Hübner’s Low Down Wizards, Blue Wonder Jazzband, Ron Ringwood, Lindy Huppertsberg, Long John Baldry, Klaus Weiss, Andy Scherrer, Guy Lafitte, Christian Willisohn, Boris van der Lek |
| 1995  | John Scofield Group, Maceo Parker, Monty Alexander, Papa Bue’s Viking Jazzband, Machito & his Salsa Big Band, Walter „Wolfman“ Washington, Ira Coleman, The Rosenberg Trio, Susan Weinert Band, Rosa King, Paul Lamb, The Beets Brothers, Christian Rannenberg, Brian Carrick & his Heritage Hall Stompers, Richard Bargel, Bill & Sarah Bissonnette, Dave Bartholomew & Maryland Jazz Band of Cologne |
| 1996  | Lester Bowie, Ray Anderson, Fun Horns, Jasper van’t Hof, John Engels, Paul van Kemenade, Pierre Courbois, Masha Bijlsma, Mick Taylor’s All Star Blues Band, Hans Theessink & Blue Groove, Irvin Mayfield, Dim Kesber, Oscar Klein, Dana Gillespie, The Rosenberg Trio, Sonny Morris & Delta Jazzband, Benny Bailey, Eb Davis, Little Willie Littlefield |
| 1997  | Betty Carter, Old Friends (Albert Mangelsdorff, Klaus Doldinger, Wolfgang Dauner, Manfred Schoof, Dieter Ilg, Wolfgang Haffner), Dick de Graaf, Tony Lakatos, Lucky Peterson, Brian Auger, Pascal von Wroblewsky, Bill & Sarah Bissonnette, Swedish Jazz Kings, Kenny Davern, Hot Gossip Jazzband, Sonny Morris, Les Haricots Rouges, Excelsior New Orleans Brassband, Norbert Susemihl, Madeline Bell, Frits Landesbergen |
| 1998  | B. B. King, Willem Breuker Kollektief, Greetje Kauffeld, Dim Kesber, WDR Bigband, Scott Hamilton, Warren Vaché , Ken Peplowski, Jiggs Whigham, Jake Hanna, Richard Wyands, Reggie Johnson, Palle Mikkelborg, Jens Winter, Big Jay Mc Neely, Fessors Big City Band, Irvin Mayfield, Chris Barber’s Jazz & Blues Band, Keith Smith, Roy Williams, Jack Parnell, Soulful Heavenly Stars, Carlo d’Wys |
| 1999  | Barbara Thompson, Jon Hiseman, Warnfried Altmann, Dan Barrett, Tom Baker, Joep Peters, Frank Roberscheuten, Kenny Ball, Maxine Weldon, Phil Mason, Monty Sunshine, Christine Tyrell, Laurie Chescoe, Les Haricots Rouges, Sammy Rimmington, Paris Washboard, The Gents, The Jackson Singers, Kenny Ball, Dim Kesber, Maxine Weldon |
| 2000  | Pat Metheny, Scott Hamilton, Chris Barber’s Jazz & Blues Band, Götz Alsmann Band, Mysto’s Hot Lips, Max Collie’s Rhythm Aces, Reunion Jazzband, The Sensational Beau Hunks, Bob Kerr, Trevor Richards, National Baptist Mass Choir, Beat’n Blow, Rosa King, Matt Walsh, Gregor Hilden, B. B. & the Blues Shacks |
| 2001  | Ray Brown, Charlie Haden, King of Swing Orchestra, Barbara Dennerlein, Candy Dulfer, Hans Dulfer, Boris van der Lek, Woodhouse Jazzband, Thomas Fields & his Foot Stompin’ Zydeco Band, Pim Toscani’s Dixieland All Stars, Oscar Klein, Carling Family, Cotton Club Singers, Johnny Ferreira, Echoes of Swing, Pee Wee Ellis |
| 2002  | Abdullah Ibrahim, NDR-Bigband, Helge Schneider, Dutch Swing College Band, Paul Kuhn, Jan Garbarek, Jimmy Woode, Pete York, Candy Dulfer, Aziza Mustafa Zadeh, Nils Landgren, Barrelhouse Jazzband, Vienna Art Orchestra, Jump’n Jive, Cotton Club Singers, Sascha Klaar u. v. a. m. |
| 2003  | Jacky Terrasson Trio, Maceo Parker, Till Brönner & Band, The Rosenberg Trio, Roy Hargrove Quintett, Aki Takase, Inga Rumpf & Friends, Charly Antolini’s Jazz Power, Jocelyn B. Smith & Band, Bill Ramsey & Jazz Band Ball Orchestra, Les Haricots Rouges, Uwe Ochsenknecht & Band, Les Gigolos, Sascha Klaar & Band u. v. a. m. |
| 2004  | Marla Glen, Nils Landgren, Archie Shepp, Charlie Mariano, Chris Barber, Paul Kuhn, Klaus Doldinger, Hiram Bullock, Greetje Kauffeld, Hans Theessink, Dieter Ilg, Boban Markovic Orkestar, Revista do Samba, Cotton Club Singers, Max Collie Rhythm Aces, Ray Gelato, Top Dogs Brassband, Ricardo Salsa Club, Frank Muschalle, Blues B. R. Others Show, Tyree Glenn Jr., Tommy Harris, Sweat, The Cryspins u. v. a. m. |
| 2005  | Marcus Miller Group, Colosseum, Bill Wyman’s Rhythm Kings, Nina Hagen & Leipzig Big Band (abgesagt), Bill Evans Group, Andy Cooper’s Euro Top 8, Pasadena Roof Orchestra, Joo Kraus Basic Lounge, Bouttè’s Back to Back International Rhythm & Blues Band feat. John & Lillian Bouttè, Trevor Richards & the British New Orleans All Stars, Smiley Ricks & his Mardi Gras Indian Band, Blues Company, Bob Kerr’s Whoopee Band, The King of Swing Orchestra, B. B. & the Blues Shacks u. v. a. m. |
| 2006  | Earth, Wind & Fire feat. The Al Mac Kay Allstars, Incognito, DePhazz, Mothers Finest, New Orleans Blues Queen Marva Wright, Barrelhouse Jazzband, Pete York’s Swing & String, Traditional Old Merry Tale Jazzband, New Cool Collective, The Friendly Travelers, Addi Münster’s Old Merry Tale Jazzband, Kozmic Blue, Rene Engel & Friends, Orquesta Salsa Verde, Captain Jazz, Des Fais Do Do, The Boogie Blasters, The Funk All Stars, Hot Jazzband, Big Daddy Wilson & Mississippi Grave Diggers, Soulblaster, Jo Bohnsack u. v. a. m. |
| 2007  | Level 42, Jan Garbarek, Dee Dee Bridgewater, Roger „Chappo“ Chapman, Scott Hamilton, Viktoria Tolstoy, Mezzoforte, The Three Ladies of Blues, Phil Mason’s New Orleans All Stars feat. Christine Tyrrell, Shantel & Bukovina Klub Orkestar, Ana Popović & Band, Allotria Jazzband, Abbi Hübner’s Low Down Wizards, Sascha Klaar Boogie Show, Swingin’ Fireballs, Sydney Ellis & Midnight Preachers u. v. a. m. |
| 2008  | Vaya con Dios, McCoy Tyner, Maceo Parker, The Temptations feat. Damon Harris, The Supremes feat. Scherrie Payne & Lynda Lawrence, Klaus Doldinger’s Passport, The Big Chris Barber Band, WDR Big Band, James Taylor Quartet, Jasper van’t Hof, Charlie Mariano (Peter Weniger), Shantel & Bucovina Club Orkestar, Les Haricots Rouges, Amsterdam Klezmer Band, Karl Frierson’s Soulprint, Rod Mason & his Hot Five, Fatima Spar & Freedom Fries, Soulmine, Detroit Gary Wiggins & the Soulful Tenors R & B Explosion, The Louisiana Gospel Choir, Jazz-Connection u. v. a. m. |
| 2009  | Candy Dulfer, Abdullah Ibrahim Trio, The Brand New Heavies, Billy Cobham, Matt Bianco, James Carter Quintet, Jazzkantine, Swingin’ Frieballs & Greetje Kauffeld, Club des Belugas feat. Brenda Boykin, Bahama Soul Club feat. Pat Appleton, Harriet Lewis, Uli Hanke Group, Julian & Roman Wasserfuhr Quartett, Albie Donnelly, Jazzband Ball Orchestra, Karen Carroll & the Mississippi Grave Diggers, !Deladap, Richie Arndt & The Bluenatics, Cochon Bleu, La Familia, Fanfare Kalashnikov, Les Haferflocken Swingers, Renè Engel u. a. |
| 2010  | Blood, Sweat & Tears, John McLaughlin, Till Brönner, Dianne Reeves, Gitte Haenning & Orchester, Lillian Bouttè, China Moses, Jazzanova feat. Paul Randolph, Susan Weinert Band, Del Castillo, The Cottonfield Blues Band, The Young Sinatras, Thomas Gerdiken, New Orleans 9th Ward Gospel Connection, Jordans Drive, The Crazy Hambones u. v. a. m. |
| 2011  | Al di Meola, Richard Bona, Jan Garbarek & the Hilliard Ensemble, Philip Catherine, Jasper van’t Hof, Stefanie Heinzmann, Gare du Nord, Sabrina Starke, The Dutch Swing College Band, The Bahama Soul Club feat. Pat Appleton, Lils Mackintosh, Budapest Ragtime Band, Thorbjörn Risager, B. B. & the Blues Shacks, Makina V3, Big Shampoo & the Hairstylers, Funky Flares, Mrs. Columbo, In Diretta, Kein Vorspiel u. v. a. m. |
| 2012  | Marcus Miller, Klaus Doldinger’s Passport feat. Max Mutzke und Joy Denalane, Avishai Cohen, WDR Bigband feat. Randy Brecker & Chris Potter, Raphael Gualazzi, Nicola Conte, Tommy Emmanuel, Georgie Fame, The Deep River Quartet, Maryland Jazz Band of Cologne, The Jazzinvaders, Mrs. Hips, The Collision, Joe Robinson, Woodhouse Jazzband, Juli Fabian & Zoohacker feat. Peter Sarik u. v. a. m. |
| 2013  | Al Jarreau, Jethro Tull’s Ian Anderson, Richard Galliano, Earth, Wind & Fire Exp. feat The Al Mc Kay All Stars, Götz Alsmann, Mezzoforte, Max Herre, Flo Mega & the Ruffcats, Group’n Swing, Thomas Gerdiken & his Music Friends, The Soul Snatchers, Lutz Eikelmann & his Swinging New Orleans Music, Yobassa, The Bluesberry Band feat. Ferenc Muck, Tibor Tatrai & Màtyàs Pribojszki, The Mississippi Big Beat, The MojoWorkings, Harp Mitch & the Bluescasters, Delta Boys, The Bourbon Street Stompers, The Busquitos, Tines Roots Club, Delta Crabs, Danube’s Banks, Horst Bergmeyer Duo, Bun Jon & the big Jive, Les Yeux d’la tête, Let’s Jump, ’t Brabants Fietsharmonisch Orkest, Brass Mojo, Beat’n Blow, Dej sen litro, Nawlins Brassband, The Silverettes, Mizar, Why not, Chapeau Manouche, Henk Bleumink Quartet, DJ Adish, DJ Florian Lösing u. a. |
| 2014  | Roger Cicero & Bigband, Ron Carter, Incognito, Spyro Gyra, Shakatak, Mother’s Finest, Snarky Puppy, The Power Trio (Rantala, Ilg, Haffner), Samúel Jón Samúelsson Big Band, Jamal Thomas Band, JoJo Effect, Laura Vane & the Vipertones, Raphael Wressnig & Soul Gift Band, Jamirolike, The Sazerac Swingers, Nawlins Brassband feat. Sweet Cheecks, The Boogie Boys, Hop Stop Banda, Màtyàs Pribojszki Band, The Dynamite Daze, Bluezofeel, Dutch All Stars Band, Dime Daddies, Blue Rabbit Hammond Band, The Özdemirs, Magic Boogie Duo, Balkan Boys, Kar Ces Brassband, Goup’n Sax, Blue Marble Silver Cornet Band, Big Band Losser, Los Pepinos Freneticos, Jampot, Barja, Puntua, Chrystalised u. a. |
| 2015  | Gregory Porter, Randy Crawford & Trio, Maceo Parker, Jazzkantine, Stefanie Heinzmann, Flo Mega, Martin Tingvall Trio, Cecile Verny Quartett, Tristan, Club des Belugas feat. Brenda Boykin und Anna.Luca, B.B. & the Blues Shacks, Nippy Noya, Herman Kathan, Torsten Krill, Jump’n Jive, Rude Rich & the High Notes, Kai Strauss Trio, Boogielicious, Indiretta, M.A.M., The Oldtimers, Boogie Boys, 12 Bar Blues Band, Crawfish Fiesta, Phonk, Skolka, Fourtissimo Jazz Orchestra, Mirko & the Break Beat Brassband, Dusty Lane Jazz Band, Bukahara, Jump Baby Jump, Guca Partyzans Brass Band, Efkes Anders Jasskapel, The Walking Blues Prophets, Sunny Side Jazz Band, Brass Mojo, Julian Bohn Trio, Salip Tarakci, Lemon Lights, Complex Crew u. a. |
| 2016  | WDR Big Band feat. Steps Ahead, Dauner & Dauner, Jan Garbarek Group feat. Trilok Gurtu, Michael Wollny Trio, Shantel & Bukovina Klub Orkestra, Rodger Hodgson formerly of Supertramp, Candy Dulfer, The Brand New Heavies, Gregor Meyle, Sophie Hunger u. a. |